# Mark Fradkine
Mark Grigoryevitch Fradkine (4 mai 1914 – 4 avril 1990) était un compositeur soviétique, auteur de nombreuses chansons populaires (dont beaucoup ont été co-écrites avec le poète Evgueni Dolmatovski), et de partitions musicales pour quarante films. En 1979, Mark Fradkine reçoit le Prix d'État de l'URSS et, en 1985, il obtient le statut d'Artiste du peuple de l'URSS.

## Biographie
Mark Fradkine est né à Vitebsk, dans l'Empire russe (aujourd'hui la Biélorussie), dans une famille de médecins. Dans les années 1920, après avoir obtenu son diplôme de l'école secondaire technologique, Mark rejoint une usine de vêtements à Vitebsk. Après deux ans, il rejoint le Troisième Théâtre biélorusse en tant qu'acteur (plus tard administrateur musical). En 1934, il s'inscrit à l'Institut de théâtre de Leningrad où il commence à écrire de la musique. En 1938-1939, il étudie au Conservatoire biélorusse sous la direction du professeur Aladov tout en travaillant comme acteur au Théâtre pour enfants de Minsk.
En 1939, Fradkine est mobilisé dans l'armée soviétique. En tant que chef d'orchestre de l'Armée rouge de Kiev, il a commencé à coécrire des chansons avec le poète Evgueni Dolmatovski. En 1943, alors qu'il était encore en tournée sur le front pour les combattants soviétiques, Fradkine reçoit l'Ordre de l'Étoile rouge. En 1944, il devient membre de l'Union des compositeurs soviétiques et s'installe à Moscou. Parmi ses chansons populaires écrites en temps de guerre, on trouve « Le chant du Dniepr », « Valse accidentelle » et « La rue de Briansk ». Après la guerre, il compose de nombreuses chansons à succès, interprétées par les stars de la musique populaire soviétique telles que Mark Bernes, Lioudmila Zykina, Ruzhena Sikora, Édouard Khil, Yossif Kobzon.
L'une des chansons de Fradkin les plus connues des années 1970, une balade sur le thème de la guerre, a valu à Lev Lechtchenko le premier prix au Festival international de la chanson de Sopot en 1972. En 1979, Mark Fradkine reçoit le Prix d'État de l'URSS et, en 1985, le prestigieux statut d'Artiste du peuple de l'URSS. Son livre de mémoires, Ma biographie, a été publié en 1974.
Mark Fradkine est mort le 4 avril 1990. Il a été enterré au cimetière Novodievitchi à Moscou.

## Famille
Le père de Mark Fradkine, Grigori Konstantinovitch Fradkine, médecin à Koursk, fut exécuté par les troupes de l'Armée blanche qui se retiraient de la ville en 1920. Sa mère, Yevguenia Mironovna Fradkina (née Chagalova), également médecin, a été assassinée pendant l'Holocauste, ainsi que de nombreux autres Juifs de Vitebsk, par les nazis.